# Harmony Cove
Die Harmony Cove (spanisch Caleta Armonía) ist eine Bucht an der Westseite von Nelson Island im Archipel der Südlichen Shetlandinseln. Sie liegt zwischen den Landspitzen Harmony Point und The Toe.
US-amerikanische Robbenjäger benannten sie nach dem Robbenfänger Harmony aus Nantucket, der zwischen 1820 und 1821 in den Gewässern um die Südlichen Shetlandinseln operierte.